# Irina Levchakova
Irina Kouznetsova, Irina Kouznetsov, Irina Linnik, Komarovskaïa
Irina Iourevna Levchakova (en russe : Ирина Юрьевна Левшакова), née Irina Kouznetsova (en russe : Ирина Кузнецова) à Léningrad le 6 mai 1959 et morte à Komarovo le 31 janvier 2016, est une géologue, paléontologue, artiste et musicienne russe. Elle est notamment connue pour son engagement dans la scène rock underground de Léningrad dans les années 1980 et 1990, avec les pseudonymes de Komarovskaïa (en russe : Комаровская) et Irina Linnik (en russe : Ирина Линник).

## Biographie
Irina Levchakova est née dans une famille d'universitaires, ses parents Irina Vladimirovna Linnik et Iouri Ivanovitch Kouznetsov étant tous deux des historiens de l'art.
En tant que paléontologue, Irina Levchakova étudie surtout les reptiles et en particulier les tortues de la famille des Trionychidae, dont elle décrit deux nouvelles espèces : †Aspideretoides riabinini (Kuznetsov & Chkhikvadze, 1987) et †Paraplastomenus riabinini (Kuznetsov & Chkhikvadze, 1987), toutes les deux reclassées dans le genre Trionyx sous le même nom: †Trionyx riabinini (Kuznetsov & Chkhikvadze, 1987). En 1986, elle décrit une espèce éteinte de varan, Varanus darevskii, datant du Pliocène et originaire du Tadjikistan, peut-être un ancêtre du varan du désert.
En 1984, elle hérite de son grand-père, le physicien Vladimir Pavlovitch Linnik, une datcha à Komarovo, une petite ville balnéaire dépendant de Léningrad (aujourd'hui Saint-Pétersbourg). Elle en fait un refuge pour la scène rock locale, dont elle devient une icône, où les artistes pouvaient jouer, et installe même un studio d'enregistrement dans une des pièces. Également artiste, elle peint notamment de nombreuses illustrations pour les pochettes d'albums des groupes de rock locaux.
Le 14 septembre 2010, elle est arrêtée après la découverte dans son domaine de la plus grande plantation de cannabis jusqu'alors connue dans le nord-ouest de la Russie, avec 1 247 pieds et des quantités importantes en cours de séchage. Elle bénéficie d'une condamnation clémente de cinq ans de prison avec sursis et continue à vivre dans sa datcha. Elle y meurt en 2016 d'un arrêt cardiaque.